# Zombie Hospital
Zombie Hospital (Graveyard Alive) è un film del 2003 diretto da Elza Kephart.

## Trama
Patsy è un'infermiera timida e riservata che ama i film romantici e che viene presa in giro dalle sue colleghe.
Ma tutto cambia quando all'ospedale arriva un uomo con una ascia conficcata nella testa, questo uomo è uno zombie e diventa subito amico con Patsy trasformandola attraverso un morso in uno zombie. Dopo questa trasformazione Patsy diventa sexy e irresistibile. Patsy diventa sempre più irresistibile e comincia a infettare i dottori e ad andare alla ricerca di cibo. La prima vittima è l'inserviente che scopre che Patsy è diventata uno zombie dopo questo omicidio comincia a nutrirsi dai cadaveri. Intanto lei inizia un relazione con il Dottor Dox che è già fidanzato con un'altra infermiera.